# Irène Ovtchinnikova
Pour les articles homonymes, voir Ovtchinnikov et Irène de Grèce.
Irène (ou Irina) Aleksandrovna Ovtchinnikova (en russe : Ирина Александровна Овчинникова), par ses mariages successifs marquise de Monléon, Mrs. Sloden puis princesse de Grèce, est née (officiellement) le 4 octobre 1904 (ou le 19 septembre 1900,) à Saint-Pétersbourg, en Russie, et morte le 13 mars 1990 à Paris, en France. Épouse du prince Pierre, qu'elle a largement secondé dans ses recherches anthropologiques, c'est une Russe blanche entrée dans la famille royale de Grèce.
Petite-fille de l'orfèvre des Romanov Pavel Ovtchinnikov, Irène fuit la révolution russe avec l'aide du diplomate Jehan de Monléon, qu'elle épouse à son arrivée en France. Cependant, après quelques années, le couple divorce et Irène se remarie, en 1932, à un marchand d'art britannique du nom de Louis (Lewis) Sloden. Cette nouvelle union fait toutefois long feu et Irène divorce à nouveau en 1936. Un an plus tôt, la jeune femme a en effet rencontré le prince Pierre de Grèce, dont elle est devenue la maîtresse. Leur relation est passionnelle et le prince ne tarde pas à présenter sa compagne à sa mère, Marie Bonaparte. Cette dernière n'approuve pas la relation de son fils avec une femme mariée, mais elle refuse d'intervenir dans sa relation. Au fil du temps, Irène exerce un ascendant de plus en plus grand sur Pierre et ce dernier renonce aux opportunités qui s'ouvrent à lui en Grèce après la restauration de la monarchie.
En 1937, Irène part avec Pierre pour un long voyage en Asie. Le prince effectue en effet des études d'anthropologie et il désire entrer en contact avec des populations indigènes. Le couple profite par ailleurs de cette expédition pour se marier civilement à Madras, en septembre 1939, ce qui déclenche l'ire de la famille royale de Grèce. Le déclenchement de la Seconde Guerre mondiale ramène le couple en Europe, où Pierre ne tarde pas à rallier l'armée grecque. Rejetée par sa belle-famille, qui voit en elle une intrigante, Irène doit, quant à elle, s'installer en Turquie après l'invasion de la France par l'Allemagne nazie. Le couple se retrouve, malgré tout, en 1941, date à laquelle il se marie religieusement en Palestine. Il s'installe ensuite en Égypte, où Pierre représente le gouvernement en exil tandis qu'Irène s'investit auprès de la Croix Rouge. Après la guerre, le couple reste persona non grata en Grèce et il reprend ses occupations anthropologiques. De 1950 à 1957, les deux époux s'installent dans l'Himalaya, où ils étudient les réfugiés tibétains qui fuient l'invasion de leur pays par l'armée chinoise. Irène aide alors son époux à établir les notices biographiques de femmes tibétaines et fonde, par ailleurs, plusieurs orphelinats dans la région du Bengale. En 1956, Irène contracte la tuberculose, ce qui l'oblige à rester plusieurs semaines alitée. Dans les mêmes moments, le couple subit les pressions des autorités indiennes, qui soupçonnent Pierre d'être un espion. 
De retour en Europe en 1957, Irène et Pierre partagent leur existence entre le Royaume-Uni, le Danemark et la France. Le couple subissant toujours l'ostracisme de la famille royale de Grèce, Irène reste en effet interdite de séjour dans le pays de son époux. Au fil des années, les relations du couple se distendent et, tandis que Pierre refait sa vie à Copenhague, Irène déménage à Hong Kong, dans un appartement peuplé de nombreux animaux. Le prince meurt finalement en 1980 et son épouse lui survit jusqu'en 1990. Oubliée de sa belle-famille, elle passe ses dernières années à Paris, où elle connaît une existence assez retirée. À sa mort, elle est enterrée au côté son époux, dans le domaine de Lille Bernstorff, au Danemark.

## Famille
Irène est la fille de l'orfèvre russe Alexandre Ovtchinnikov et de son épouse, Lydia Jouriary (Jouriary qui serait un patronyme d'origine grecque ou libanaise). Par son père, Irène est donc une descendante du fondateur de la maison Ovtchinikoff (ru), l'orfèvre Pavel Akimovitch Ovtchinnikov (1830-1888).
Le 26 novembre 1919, elle épouse, à Nice, alors âgée de seulement 15 ans, le marquis français Jehan de Monléon (1885-1950), fils du marquis Paul de Monléon et de son épouse Marie Anna Louise Carré-Kérisouët. Cependant, l'union d'Irène et de Jehan aboutit à un divorce prononcé le 17 juillet 1930. Le 9 novembre 1932, la jeune femme se remarie à Londres au marchand d'art britannique Lewis Sloden (1892-1961[réf. nécessaire]). Ce second mariage se termine également par une séparation, en décembre 1936.
Le 9 septembre 1939, Irène s'unit civilement, à Madras, en Inde, au prince Pierre de Grèce (1908-1980), lui-même fils du prince Georges de Grèce (1869-1957), ancien haut-commissaire de la Crète autonome, et de son épouse la princesse française Marie Bonaparte (1882-1962). Conclu sans l'autorisation du roi Georges II de Grèce, le mariage d'Irène et de Pierre est une union inégale qui prive le prince de ses droits dynastiques grecs et danois. Malgré les protestations de sa famille, Pierre confirme sa décision d'épouser Irène en se mariant religieusement avec elle dans une église orthodoxe de Jérusalem, en Palestine mandataire, le 5 juin 1941.
Des trois mariages d'Irène ne naît aucun enfant.

## Biographie

### De la Russie à la France
Fille de l’orfèvre et argentier des Romanov Alexandre Ovtchinnikov, Irène grandit vraisemblablement à Saint-Pétersbourg, en Russie. Peu de choses nous sont parvenues sur son enfance et même sa date de naissance est incertaine, tant il est probable qu’elle s’est efforcée de la garder secrète. Cependant, elle a certainement connu l’aisance matérielle dans son enfance puisque la maison Ovtchinikoff (ru), fondée par son aïeul Pavel Ovtchinnikov, jouissait, au début du XXe siècle, d’une réputation similaire à celle de Fabergé.
La jeune fille quitte la capitale impériale lorsque éclate la révolution russe, en 1917. Elle trouve alors refuge avec sa mère en Crimée, où elle noue une relation amoureuse avec le diplomate français Jehan de Monléon. Protégée par son amant, elle gagne ensuite l’Hexagone, où le couple se marie. Après quelques années, toutefois, leur relation se dégrade et ils finissent par se séparer en 1930. Quelque temps après, en 1932, Irène se remarie avec le propriétaire d'une galerie d'art à Londres et ancien danseur professionnel britannique, nommé Louis (Lewis) Sloden, avant de s’éloigner également de lui,.

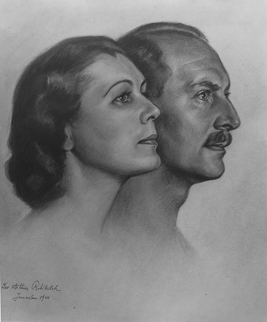
Pierre et Irène par Leo Arthur Robitschek.

### Rencontre avec le prince Pierre
À l’été 1935, Irène est encore mariée à Lewis Sloden quand elle fait la connaissance du prince Pierre de Grèce. Âgé de vingt-sept ans, le jeune homme est le cousin de l'ancien roi des Hellènes Georges II mais il a grandi en France, pays de sa famille maternelle. Rapidement, Irène et Pierre développent une relation amoureuse et le prince, toujours à la recherche de l'approbation de sa mère, ne tarde pas à lui présenter sa maîtresse. En dépit de ses idées avancées, Marie Bonaparte regarde d'un mauvais œil l'idylle de son fils : elle craint en effet l’influence que l'exilée russe semble exercer sur lui et la suspecte d’être plus vieille que les trente ans qu’elle affiche.
De fait, la relation de Pierre avec celle que sa famille surnomme bientôt dédaigneusement « la Russe » amène des changements importants dans la vie de celui-ci. Il rompt ainsi avec tout une partie de son passé et met fin à l'analyse qu'il avait entreprise, sans l'avoir terminée. Le jeune homme s'éloigne par ailleurs de sa famille : il se brouille temporairement avec sa mère et sa sœur Eugénie tandis qu'il se cache du prince Georges, qui désapprouverait immanquablement sa liaison avec une roturière, mariée qui plus est. Surtout, Pierre renonce aux opportunités qui s'ouvrent à lui en Grèce après la restauration de Georges II en novembre 1935. Lorsqu'elle apprend le possible départ de son amant pour Athènes, Irène menace en effet de se suicider, ce qui fait dire à Marie Bonaparte qu'elle est « une impulsive, une Anna Karénine ».

### Une relation de plus en plus étroite
S'il est peut-être exagéré par ses ennemis, l'ascendant qu'exerce Irène sur le prince de Grèce est bien réel. Pierre lui dévoile ainsi tous les secrets de sa famille et il fait siennes toutes les critiques qu'Irène adresse aux Oldenbourg. Malgré tout, la jeune femme sait aussi se montrer conciliante avec la famille de Pierre. Sur les conseils de Marie Bonaparte, elle accepte ainsi de se faire analyser par Barbara Lantos, mais à la condition expresse que la princesse s'acquitte du prix des séances.
En décembre 1936, Irène obtient enfin son divorce d’avec Lewis Sloden et son amant met immédiatement fin au séjour qu'il effectue alors en Grèce pour la rejoindre à Paris. Partagé entre ses devoirs princiers et son amour pour « la Russe », le jeune homme craint de faire aussi mauvaise figure que le roi Édouard VIII du Royaume-Uni, dont il désapprouve la conduite. Mais, au grand dam de sa famille, il choisit malgré tout de poursuivre sa liaison avec Irène.

### Départ en Asie et troisième mariage

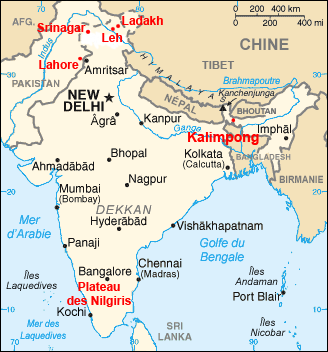
Sur cette carte de l'Inde apparaissent en rouge les principales régions visitées par Pierre et Irène.

En septembre 1937, Irène accompagne Pierre pour un long voyage anthropologique qui les conduit en Syrie, en Iran puis aux Indes. Arrivés par voie terrestre dans ce qui constitue aujourd’hui le Pakistan (début 1938), ils entreprennent successivement des recherches dans les régions de Lahore, de Kulu, de Leh et de Srinagar. L'hiver himalayen approchant, le couple gagne ensuite l'Inde du Sud, où il passe plusieurs semaines auprès du peuple toda, sur le plateau des Nilgiris, avant de séjourner à Madras, à Kalimpong, près de la frontière tibétaine, et dans l'île de Ceylan.
Pendant leur passage à Madras, en septembre 1939, Pierre prend la décision d’officialiser sa liaison avec Irène en l’épousant civilement au consulat de Danemark. Connaissant les sentiments de sa famille vis-à-vis de la jeune femme mais voulant peut-être profiter des bouleversements occasionnés par le déclenchement de la Seconde Guerre mondiale, il ne prend la peine d’avertir ni la cour grecque, ni ses parents de son mariage. C'est donc à travers la presse que les Oldenbourg sont mis au courant de l'événement, quelques semaines plus tard. Scandalisé par l'attitude de son fils, qui a délibérément omis de lui demander son autorisation et celle du roi Georges II avant de se marier, le prince Georges renie Pierre et refuse désormais tout contact avec lui. Quant à la princesse Marie, elle se montre déçue par la lâcheté de son fils mais refuse de rompre avec lui et continue à lui verser régulièrement de l'argent,.

### Le déclenchement de la Seconde Guerre mondiale
La guerre faisant à nouveau rage en Europe, Irène et Pierre rentrent en France en novembre 1939. L’invasion du pays par les troupes allemandes à l’été 1940 conduit toutefois le couple à quitter Paris pour s'installer à Assise, en Italie. La montée des tensions entre Rome et Athènes pousse finalement le prince à rentrer en Grèce afin de rejoindre l’armée de sa patrie. Les portes du royaume hellène restant par contre résolument fermées à Irène, la jeune femme doit trouver refuge à Istanbul, en Turquie,.
Alors que la Grèce sombre dans la guerre avec l'Italie, Pierre ne cesse de se préoccuper pour Irène, qui voyage avec un passeport français. Ayant obtenu une permission d’un mois pour se rendre auprès d’elle, en Turquie, il entre en contact avec les autorités consulaires britanniques dans le but de lui faire obtenir un visa pour l’Inde. Mais, mis au courant par les Anglais, le gouvernement grec fait échouer le projet et Irène reste bloquée à Istanbul pendant plusieurs mois. De fait, le roi Georges II n’a aucune confiance en la jeune femme, qu’il considère comme une dangereuse intrigante.
Le 6 avril 1941, le Troisième Reich entre en guerre avec la Grèce pour secourir son allié italien, durement éprouvé en Épire. Rapidement, l’armée hellène est débordée et le pays tout entier est occupé par les forces de l’Axe dès la fin mai. Pierre trouve alors refuge au Caire, en Égypte, où il est nommé par son cousin « représentant du roi des Hellènes au Moyen-Orient » et « officier de liaison en chef » auprès des forces du Commonwealth.

### Une reconnaissance sociale limitée

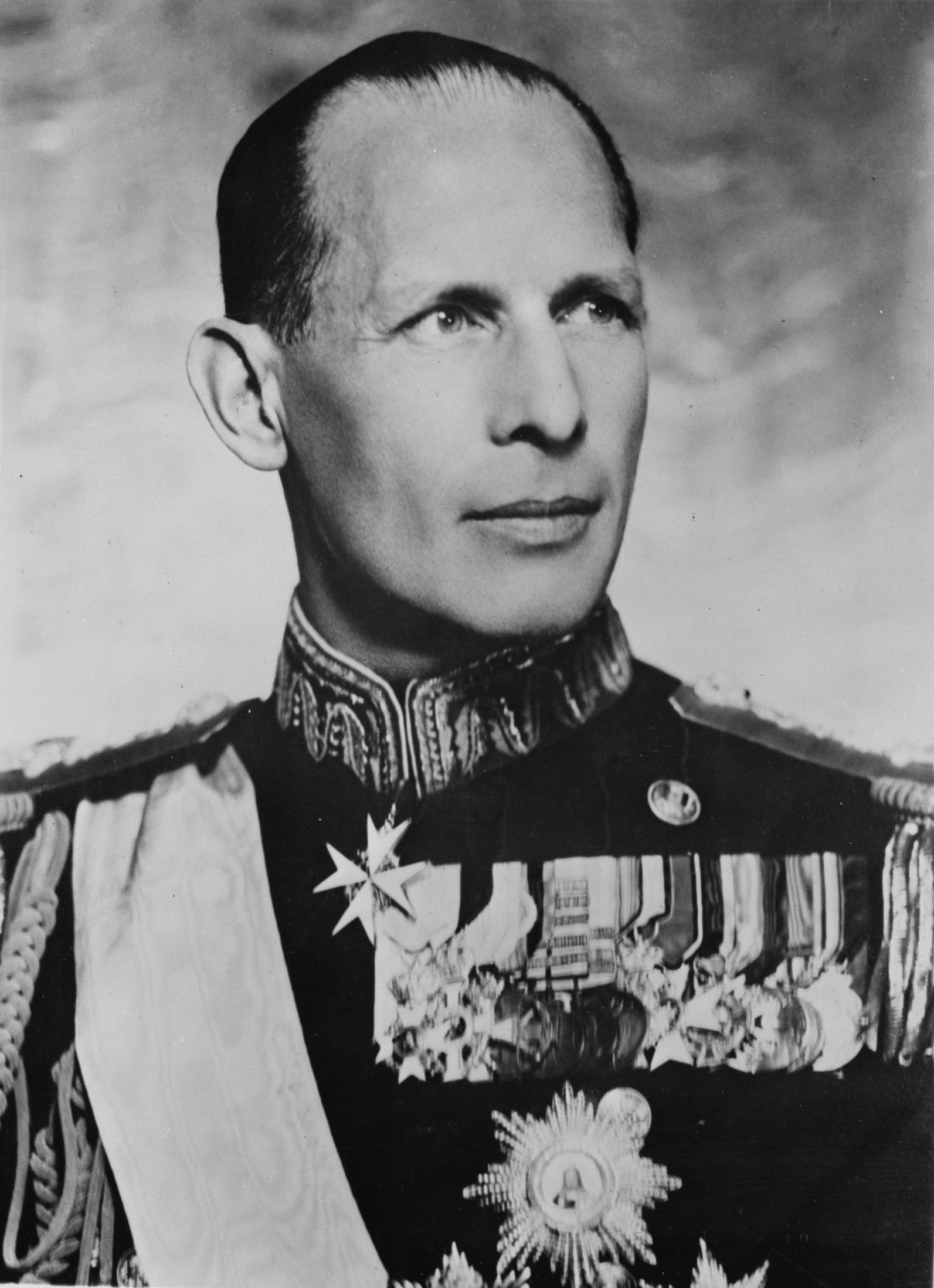
Le roi Georges II de Grèce, cousin du prince Pierre (vers 1942).

Profitant de ses nouvelles fonctions, le prince Pierre retrouve Irène en Palestine et l'épouse religieusement lors d'une cérémonie orthodoxe, à Jérusalem, le 5 juin 1941. Le couple s'installe ensuite au Caire, où Pierre présente désormais sa femme comme la princesse Irène de Grèce. Cette initiative choque Georges II, qui informe le corps diplomatique qu'il ne reconnaît pas l'union de son cousin et qu'Irène n'est nullement habilitée à porter le titre de princesse. Surtout, le souverain fait placer le couple sous surveillance et met en garde Américains et Britanniques contre « la Russe », dont la rumeur veut qu'elle rêve d'une Grèce orthodoxe mais communiste et placée sous le sceptre bienveillant de Pierre.
Tout cela n'empêche cependant pas Irène et Pierre d'être bien accueillis par la Cour du roi Farouk Ier et la bonne société égyptienne. Profitant de ce semblant d'acceptation sociale, Irène s'investit dans les œuvres de bienfaisance destinées à la population grecque, et travaille notamment pour la Croix-Rouge tandis que son époux accomplit différentes missions en faveur des Alliés,. Cependant, même l'implication d'Irène dans le domaine caritatif est regardé avec méfiance par sa belle-famille, qui craint de voir la jeune femme éclipser par son travail la fondation de la princesse Frederika.
La Libération est une période de profonde incertitude pour Irène et Pierre. En Grèce, la guerre civile menace et le roi Georges II doit accepter de mettre en place une régence, en attendant qu'un hypothétique référendum confirme le maintien du régime monarchique. Dans ces conditions, les membres de la famille royale restent interdits de séjour dans leur patrie. En outre, le refus de Georges II de reconnaître l'union d'Irène et de Pierre rend très improbable leur installation à Athènes et le couple cherche donc un autre pays où se retirer.

### À la découverte du Tibet
Après un bref séjour au Danemark, où ils rencontrent l’explorateur Henning Haslund-Christensen, qui leur propose de se joindre à l'expédition scientifique qu'il organise en Asie centrale, Pierre et Irène partent pour un nouveau voyage anthropologique en direction de l'Himalaya. Arrivé à Kalimpong, près de la frontière tibétaine, début 1950, le couple princier se retrouve rapidement confronté aux bouleversements politiques qui secouent la région depuis l’invasion du Tibet par l'armée chinoise. L'entrée au Népal et au Tibet leur est interdite mais ils profitent de l'arrivée de nombreux réfugiés tibétains à Kalimpong pour les étudier.
Durant ce séjour, qui s'étend de façon discontinue de 1950 à 1957, Irène seconde activement son époux dans ses recherches. Elle se lance dans l'apprentissage de la langue tibétaine et noue rapidement des liens très forts avec des réfugiées, dont le mode de vie intéresse tout particulièrement le prince. Elle parvient, de cette manière, à dresser les notices biographiques de nombreuses femmes et sert d'intermédiaire entre son époux et celles qu'il désire étudier[réf. nécessaire]. Irène s'investit en outre dans l'aide aux enfants indiens et tibétains en fondant plusieurs orphelinats dans la région du Bengale,.
Appréciés de la population tibétaine, Pierre et Irène ne le sont pas forcément des autorités indiennes, qui les perçoivent comme des espions à la solde de l'occident. À partir de 1955, le couple subit donc le harcèlement continuel de l'administration du Bengale-Occidental, qui cherche à les pousser au départ. Finalement, en mai 1956, Pierre et Irène reçoivent des mains d’un policier un avis d’expulsion. Or Irène est, à cette époque, gravement atteinte par la tuberculose et ses médecins lui ont prescrit de rester alitée durant six mois. Pierre parvient donc à obtenir un sursis de la part des autorités et le départ du couple est repoussé à février 1957.

### Retour en Europe

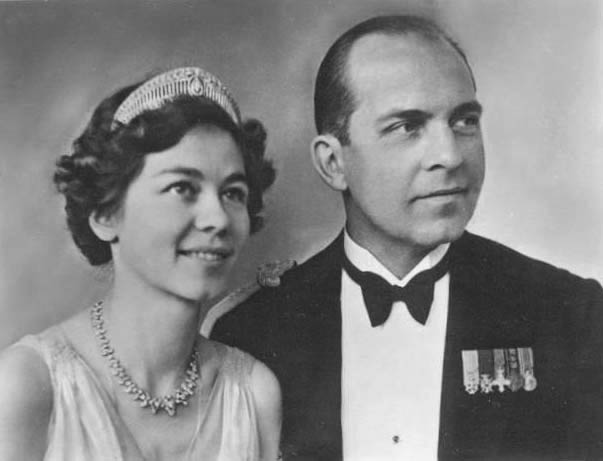
Le roi Paul Ier de Grèce et son épouse Frederika de Hanovre (1939).

De retour en Europe, Irène et Pierre s’installent au Royaume-Uni, où le prince reprend ses études. Déclaré docteur en anthropologie en 1959, il voit sa thèse publiée quatre ans plus tard. Dans ce contexte, le nom du prince est avancé, en 1961, pour prendre la tête de la chaire d’anthropologie de l’Université d'Athènes. Cependant, une intervention du palais royal fait avorter le projet : malgré la solidité de son mariage et le décès du prince Georges (1957), farouche ennemi d'Irène, le roi des Hellènes refuse toujours de reconnaître la légitimité de l'union de son cousin et Irène comme un membre à part entière de la famille royale. Les années 1960 aboutissent donc à une rupture définitive entre le couple et la couronne. La mise en place de la Dictature des Colonels en 1967 et la proclamation de la Troisième République hellénique en 1974 obligent par ailleurs Irène et Pierre à quitter définitivement la Grèce.

### L’éloignement du prince Pierre
Les portes de la Grèce leur étant à nouveau fermées, la vie de Pierre et d'Irène se partage entre Copenhague, Paris et Londres. Cependant, les années passant, la relation du couple se dégrade tandis qu'Irène se montre de plus en plus excentrique. Pierre et Irène prennent donc bientôt la décision de s'éloigner, sans qu’aucun document vienne officialiser leur séparation. Irène déménage alors à Hong Kong, où elle s’installe dans un immense appartement rempli de chiens, de chats et même de singes, alors que son époux noue une liaison avec une jeune Anglaise, qui ne tarde pas à s’établir à son côté, dans la capitale danoise.

### Veuvage  et décès
Le prince Pierre meurt dans la capitale anglaise, le 15 octobre 1980, à la suite d’une hémorragie cérébrale. Quelques jours plus tard, le 22 octobre, une messe en sa mémoire est célébrée à la cathédrale orthodoxe Sainte-Sophie de Londres. Pendant la cérémonie, qui réunit l'ensemble des membres de la famille royale de Grèce et à laquelle Irène assiste dans un fauteuil roulant, la vieille femme subit une nouvelle fois l’ostracisme de sa belle-famille, dont pratiquement aucun membre ne prend la peine de venir lui présenter ses condoléances.
Devenue veuve, Irène reçoit l'immense héritage de son époux, qui s'élève, rien qu'au Royaume-Uni, à 3 434 livres sterling. Elle devient par ailleurs la propriétaire des bijoux de Marie Bonaparte, qu'elle met en vente chez Christie's, à Saint-Moritz, peu avant sa mort, en février 1990.
Oubliée de sa belle-famille, Irène passe ses dernières années à Paris, où elle connaît une existence assez retirée. Décédée le 12 mars 1990 dans le 16e arrondissement de Paris, elle est enterrée aux côtés du prince Pierre, dans le domaine de Lille Bernstorff, au Danemark. Petite victoire posthume pour « la Russe », l'inscription présente sur sa tombe la qualifie pour l'éternité de « Princesse Pierre de Grèce ».

## Dans la culture populaire
Le personnage d'Irène apparaît sous les traits de l'actrice Christina Necula dans le téléfilm français en deux parties Princesse Marie de Benoît Jacquot (2004). Il apparaît par ailleurs dans le roman tiré de ce téléfilm, Princesse Marie, publié par François-Olivier Rousseau la même année.

### Ouvrages généalogiques
- (fr) G. Caule, « Princesse Marie Bonaparte », L’Intermédiaire des chercheurs et curieux, no 552,‎ janvier 1998, colonnes 108-112
- (fr) Michel Huberty et alii, L'Allemagne dynastique : Oldenbourg, vol. VII, Le Perreux-sur-Marne, Giraud, 1994
- (fr) Jean-Fred Tourtchine, Le Royaume des Deux-Siciles : Le Royaume de Grèce (Les manuscrits du C.E.D.R.E.), vol. II, Paris, Cercle d'études des dynasties royales européennes, 1998  (ISSN 0993-3964)

### Biographies de la famille royale de Grèce
- (fr) Celia Bertin, Marie Bonaparte, Paris, Perrin, 1982, 433 p. (ISBN 2-262-01602-X)
- (en) Stelio Hourmouzios, No Ordinary Crown : A Biography of King Paul of the Hellenes, Weidenfeld & N, 1972, 375 p. (ISBN 0-297-99408-5)
- (es) Ricardo Mateos Sainz de Medrano, La Familia de la Reina Sofía, La Dinastía griega, la Casa de Hannover y los reales primos de Europa, Madrid, La Esfera de los Libros, 2004, 573 p. (ISBN 84-9734-195-3)
- (en) Poul Pedersen, « Out of India: Prince Peter of Greece and Denmark and the Greek royal family », Dansk etnografisk forening, vol. 46-47,‎ 2004-2005, p. 181-200 (ISSN 0085-0756)
- (en) John Van der Kiste, Kings of the Hellenes : The Greek Kings, 1863-1974, Sutton Publishing, 1994, 200 p. (ISBN 0-7509-2147-1)